# Вулиця Героїв Чорнобиля (Черкаси)
Вулиця Героїв Чорнобиля — вулиця в Черкасах.

## Розташування
Вулиця починається з тупика над вулицею Гагаріна і простягається на південний захід, впирається у вулицю Сумгаїтську.

## Опис
Вулиця неширока, асфальтована.
На розі з бульваром Шевченка на території старого єврейського кладовища 1989 року було встановлено пам'ятний знак на місці поховань жертв політичних репресій. Співробітники управління органів безпеки (КДБ та СБУ) провели роботу з реабілітації 11602 осіб, репресованих в 1930-ті, 1940-ві і на початку 1950-их років, 7139 осіб з яких були засуджені. За свідченнями очевидців, розстріляних ховали на цьому кладовищі. Пам'ятний знак представлений обеліском висотою 1,9 м з лабрадориту. На ньому напис: «Жертвам репресій 30-х, 40-х і на початку 50-х років».
Існували пропозиції щодо перейменування вулиці на честь письменника і політв'язня Андрія Химка, який після сталінських концтаборів жив у будинку, що на розі з бульваром Шевченка. Натомість, його ім'ям було названо колишній Пролетарський провулок (тепер — провулок Андрія Химка).

## Походження назви
Вулиця утворена 1941 року з назвою Пролетарська. Сучасна назва вулиця Героїв Чорнобиля — з 2016 року.

## Будівлі
По вулиці розташовані приватні будинки. Праворуч на розі із бульваром Шевченка знаходиться старе Єврейське кладовище.